# Top Priority
Top Priority è l'ottavo album in studio da solista del musicista irlandese Rory Gallagher, pubblicato nel 1979.

## Tracce
Side 1
1. Follow Me – 4:40
2. Philby – 3:51
3. Wayward Child – 3:31
4. Key Chain – 4:09
5. At the Depot – 2:56

Side 2
1. Bad Penny – 4:03
2. Just Hit Town – 3:37
3. Off the Handle – 5:36
4. Public Enemy No. 1 – 3:46

## Formazione
- Rory Gallagher – voce, chitarre, dulcimer, sitar elettrico
- Gerry McAvoy – basso
- Ted McKenna – batteria